# Jean Edmond Filhol de Camas
Pour les articles homonymes, voir Filhol de Camas, Filhol et Camas (homonymie).

Jean Edmond Filhol de Camas, né le 2 juillet 1767 à Port-Louis (Morbihan), mort le 29 mars 1854 à Rulliac Saint-Avé (Morbihan) à l'âge de 86 ans, est un général français du Premier Empire et Baron de l'Empire.

## Biographie
Il est issu d'une famille de militaires et son père, Ambroise Filhol de Camas, était Colonel commandant la place de Port-Louis lorsque la Révolution éclata. Ce dernier, monarchiste de cœur, fut arrêté en 1793 et échappa de justesse à la guillotine. Sa mère, Jeanne Thérèse Béard des Bassières était la fille de Jean Baptiste Béard des Bassières, officier de la Compagnie des Indes.
Jean Edmond Filhol entra dans l'artillerie comme aspirant en 1781. Il fit l'École d'application de l'artillerie et du génie de Metz, d'où il sortit en 1784 avec le grade de Lieutenant en second. Nommé Capitaine en 1791, Filhol participa aux campagnes de la Grande Armée. Colonel en 1806, Commandant en chef l'artillerie du 9e corps d'armée de Silésie en 1807, Chef de Brigade en Espagne en 1808, Jean Edmond Filhol est promu général de brigade le 23 juin 1811. Blessé plusieurs fois, notamment à Leipzig, il se maria en 1806 avec Marie Hyacinthe d'Argence, fille unique de François Sylvain d'Argence, ancien officier au Régiment Barrois et d'Antoinette Viel de Poulpry (de Poulpry est une erreur voir AD56; succession du général). Ils eurent 6 enfants. Baron d'Empire en 1808, confirmé par Louis XVIII en 1817, il fut entre autres, Chevalier de l'Ordre de Saint-Louis et Grand Officier de la Légion d'honneur.